# Charles Goodyear
Charles Goodyear (New Haven, 29 dicembre 1800 – New York, 1º luglio 1860) è stato un inventore statunitense noto soprattutto per avere ideato un metodo per la vulcanizzazione della gomma.

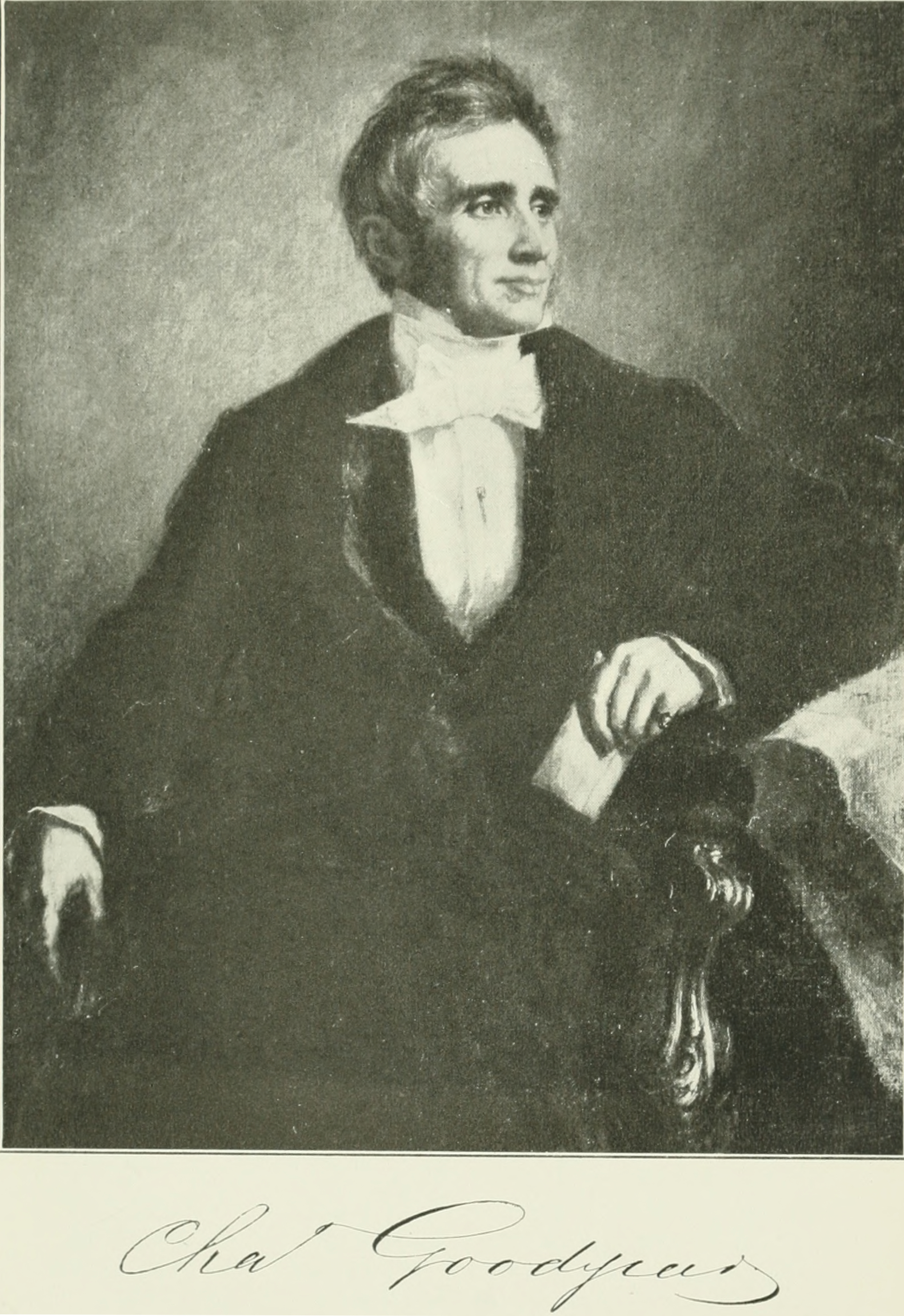
Stampa ritraente Charles Goodyear

Aveva scoperto che l'aggiunta di poche unità percentuali di zolfo al lattice dell'albero della gomma seguito da riscaldamento, rendeva la gomma più resistente ai solventi e più elastica. Questo metodo viene tuttora usato nella produzione di pneumatici e altri oggetti di gomma. L'azienda Goodyear Tire & Rubber Company è stata chiamata così in suo omaggio.
Il brevetto del metodo è stato registrato il 15 giugno 1844.